# Euophrys flavoatra
Euophrys flavoatra là một loài nhện trong họ Salticidae.
Loài này thuộc chi Euophrys. Euophrys flavoatra được Grube miêu tả năm 1861.